# Antisovietismo

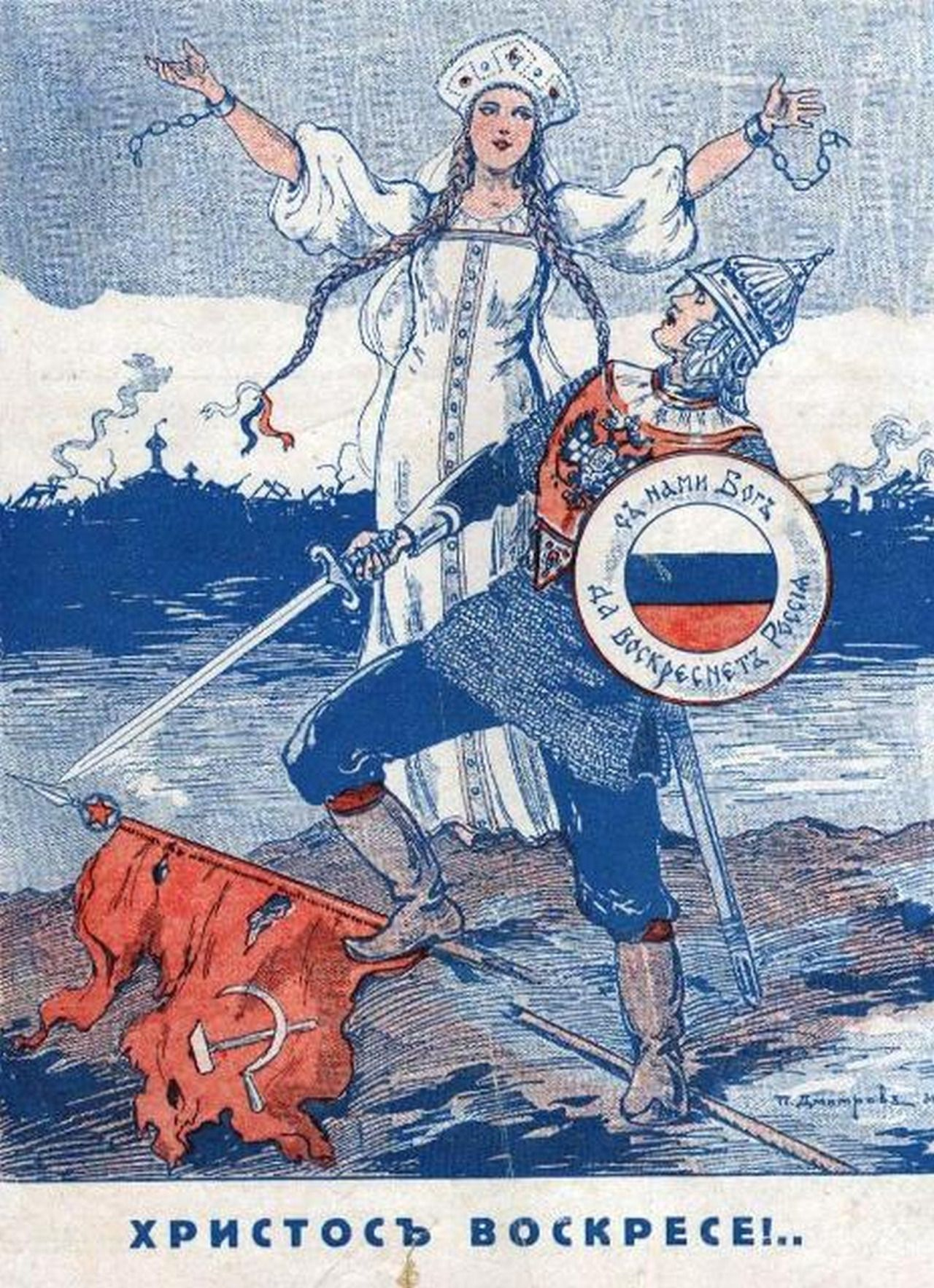
Poster zarista e anti-bolscevico in lingua russa, 1932 circa

Con il termine antisovietismo s'intende l'atteggiamento critico o di opposizione proprio di chi si impegna attivamente a contrastare,  culturalmente e politicamente, l'ideologia (e in passato anche il governo) dell'ex Unione Sovietica. Dopo la dissoluzione dell'Unione Sovietica il termine è caduto in disuso.

## Utilizzo
Il termine non è semanticamente sinonimo di anticomunista (considerando anche che ambienti eurocomunisti e maoisti erano spesso ostili ai sovietici), né tantomeno di nazista o fascista.
Questo termine era solito riferirsi a:
1. personalità politiche come il presidente statunitense Ronald Reagan od il dittatore spagnolo Francisco Franco, che durante la guerra fredda (1947-1991) tentarono d'impedire la diffusione del comunismo in Europa e negli altri continenti;[2]
2. ai nemici dei Bolscevichi, definiti zaristi, perché contrari al propagarsi del comunismo nell'Impero russo durante la prima guerra mondiale, nella quale la Russia era attivamente impegnata, nemici della Rivoluzione di ottobre (1917) e membri o sostenitori dell'Armata Bianca durante la guerra civile russa (1917-1922).
3. cittadini sovietici contrari al socialismo ed attivi in gruppi od operazioni anti-governo.
4. personalità politiche comuniste che si oppongono alla visione del socialismo nell'Unione Sovietica, come i maoisti e gli hoxhaisti durante la crisi sino-sovietica o gli eurocomunisti.[2]
5. agli anticomunisti, che disprezzano il comunismo in ogni sua forma (quindi anche quella sovietica).